# Magistrati maiores
Col termine magistratus maior (donde il plurale magistratus maiores) si intende qualunque magistrato romano dotato del cosiddetto imperium, cioè dell'autorità di imporre decreti coattivi. In senso stretto, il titolo comportava il potere di legiferare.
Erano individuabili nelle figure di consoli, pretori, censori ed entro certi limiti tribuni della plebe (i quali non godevano dell'imperium totale ma ad esempio erano dotati del diritto di veto in sede legislativa. Potevano quindi bloccare qualsiasi proposta non accettata, con una forma di imperium in negativo).
Fuori Roma l'imperium era solo in capo ai proconsoli e ai propretori (magistrati che avevano ricoperto il consolato o la pretura e in uscita di carica erano stati incaricati di governare una provincia).

## Poteri
Definito in senso stretto, l'imperium dato ad un magistrato, rappresentava il potere di comandare una forza militare. Definito più in generale, rappresentava l'autorità costituzionale di impartire ordini, sia in ambito militare, sia diplomatico, civile, o di altro tipo. Questo potere era al massimo grado quando il magistrato si trovava fuori dalle mura cittadine di Roma. Quando invece si trovava nell'Urbe (pomerium), il magistrato doveva cedere il suo imperium, affinché la libertà (libertas) potesse essere massimizzata. I magistrati con imperium sedevano sulla sedia curule, erano assistiti da littori (guardie del corpo) che portavano anche i fasces che simboleggiavano il potere per punire o eseguire gli ordini. Solo un magistrato con imperium poteva indossare una toga bordata (Toga praetexta) ed ottenere il trionfo.